# Ana Laura Ribas
Ana Laura Ribas (Curitiba, 13 de março de 1966), é uma showgirl e radialista brasileira que desenvolveu sua carreira na Itália. 

## Biografia
Nascida em Curitiba em 13 de março de 1968, começou sua carreira muito jovem, com 13 anos de idade.
Começou a trabalhar na Itália em 1989 nos programas Telemike e Paperissima. Em 1992, participa do telejornal satírico Striscia la Notizia no Canale 5.
Em 2007 trabalha como radialista na emissora RTL 102.5 onde é condutora do programa No problem - W l'Italia com Charlie Gnocchi  e a partir de janeiro de 2009 com Alessandro Greco. Em 2009-2010 junto com Luca Dondoni trabalha em Pop around the clock, sempre na RTL 102.5. Desde 2010 está no programa Kalispéra!.
Em setembro de 2011 anuncia ter um câncer no útero, que resolveu-se na melhor das maneiras.

## Televisão
- Telemike (1989-1990)
- O Preço Certo (Edição italiana, 1990)
- Sabato al Circo (1990)
- Paperissima (1990-1991)
- Paperissima (1991-1992)
- Tg Delle Vacanze (1992)
- Striscia la notizia (1992)
- Festivalbar (1993)
- O Preço Certo (Edição italiana, 1994-1995-1996-1997-1998)
- TG Rosa (1997-2000)
- Cocos Locos (2000)
- Happy Italy (2000)
- Domenica in (2000-2001)
- Lista d'attesa (2000-2002)
- L'isola dei famosi (2004) - Concorrente
- Limousine (2005)
- Quelli che il calcio (2005-2011)
- Dammi il 5 (2005-2006)
- Il Bivio (2008)
- Kalispéra! (2010)